# KWOC
KWOC is de afkorting van Key Word Out of Context. Het is een variatie op de KWIC (Key Word In Context)-techniek voor het automatisch genereren van indexen of concordanties. In een KWOC-index staan de betekeniswoorden (keywords) afzonderlijk opgelijst, buiten hun context, en niet ertussen zoals in een KWIC-index. 
Voorbeeld van een KWOC-index van een fictieve catalogus van computerboeken:
Deze KWOC-index is gemakkelijker te maken dan een vergelijkbare KWIC-index omdat er geen tekstmanipulaties moeten uitgevoerd worden op de titels.